# 洛杉矶公共图书馆
洛杉矶公共图书馆（英語：Los Angeles Public Library）是位于美国洛杉矶的一所公共图书馆。

## 历史

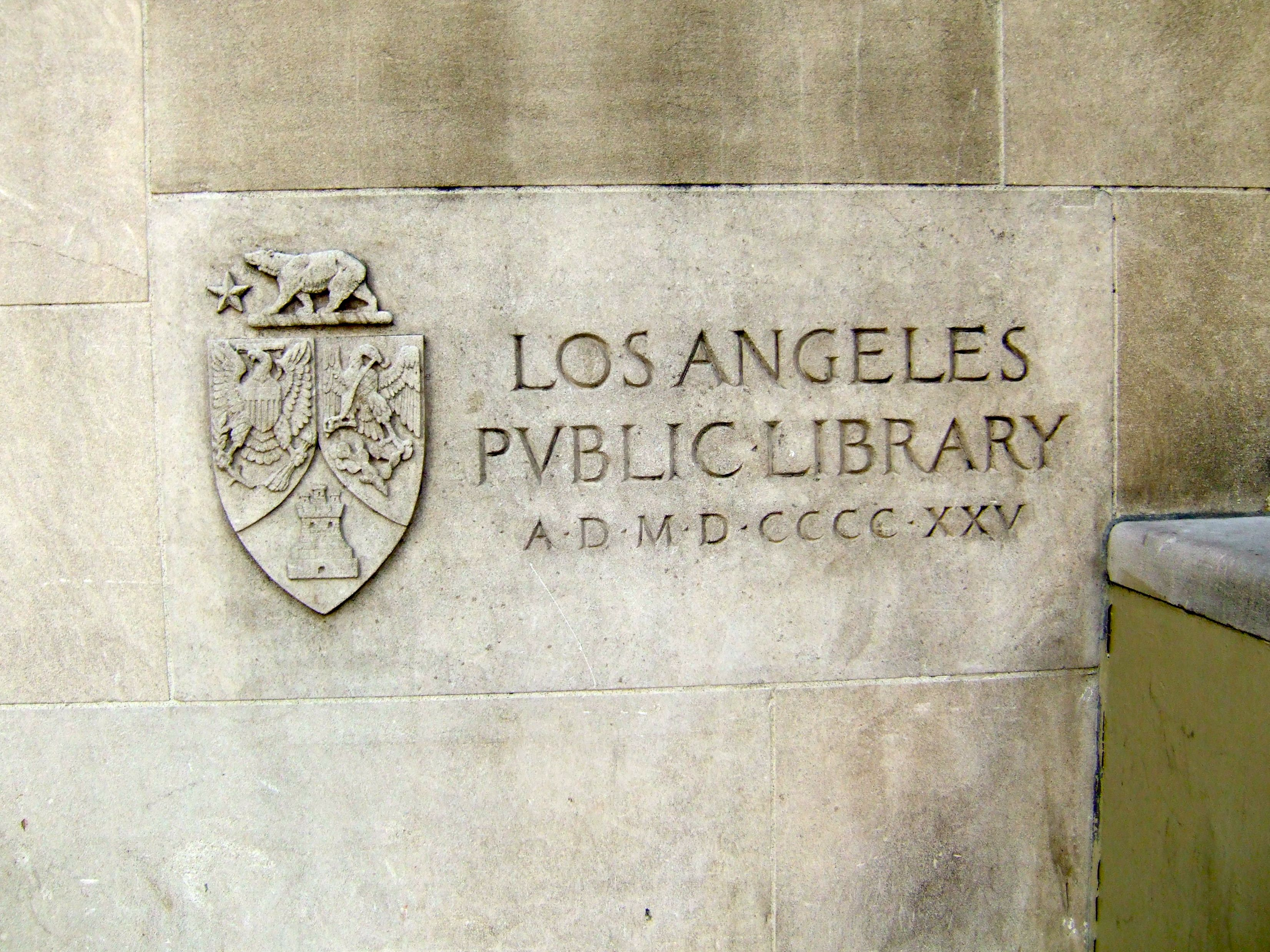
1925年中央图书馆放下的奠基石

1872年在美国洛杉矶建立，有一座中央图书馆位于洛杉矶市中心和72所分馆分布在各区。